# Liste der Baudenkmäler im Wuppertaler Wohnquartier Nächstebreck-West
Die Liste der Baudenkmäler im Wuppertaler Wohnquartier Nächstebreck-West enthält die denkmalgeschützten Bauwerke auf dem Gebiet von Wuppertal-Nächstebreck-West in Nordrhein-Westfalen (Stand: November 2011). Diese Baudenkmäler sind in der Denkmalliste der Stadt Wuppertal eingetragen; Grundlage für die Aufnahme ist das Denkmalschutzgesetz Nordrhein-Westfalen (DSchG NRW).

## Auszug aus der Denkmalliste

### Eingetragene Baudenkmäler
| Bild           | Bezeichnung                                | Lage                                             | Beschreibung | Bauzeit | Eingetragen seit   | Denkmal- nummer |
| -------------- | ------------------------------------------ | ------------------------------------------------ | ------------ | ------- | ------------------ | --------------- |
| weitere Bilder | Wohnhaus mit Gaststätte                    | Nächstebreck-West Einern 120 Karte               |              |         | 13. September 1988 | 1453            |
| weitere Bilder | Wohn-Stall-Speicherhaus                    | Nächstebreck-West Einern 141 Karte               |              |         | 13. Mai 1993       | 2936            |
| weitere Bilder | Nebengebäude des Wohn-Stall-Speicherhauses | Nächstebreck-West Einern 141 Karte               |              |         | 13. Mai 1993       | 2936            |
| weitere Bilder | Wohnhaus                                   | Nächstebreck-West Gennebrecker Straße 12 Karte   |              |         | 16. März 2000      | 4133            |
| weitere Bilder | Wohnhaus                                   | Nächstebreck-West Gennebrecker Straße 23 Karte   |              |         | 11. August 1993    | 3056            |
| weitere Bilder | Wohn-Stall-Speicherhaus (Hof Junkersbeck)  | Nächstebreck-West Junkersbeck 1 Karte            |              |         | 21. Mai 1996       | 3907            |
| weitere Bilder | Wohnhaus                                   | Nächstebreck-West Nächstebrecker Berg 4 Karte    |              |         | 12. Dezember 1994  | 3626            |
| weitere Bilder | Wohnhaus                                   | Nächstebreck-West Schellenbecker Straße 16 Karte |              |         | 29. März 1985      | 388             |
| weitere Bilder | Wohnhaus                                   | Nächstebreck-West Schrubburg 49 Karte            |              |         | 23. April 1985     | 418             |